# Столе Сольбаккен
Столе Сольбаккен (норв. Ståle Solbakken, нар. 27 лютого 1968, Конгсвінгер) — колишній норвезький футболіст, півзахисник. По завершенні ігрової кар'єри — футбольний тренер. Наразі очолює тренерський штаб національної збірної Норвегії.
Найбільш відомий як тренер «Копенгагена», з яким вісім разів ставав чемпіоном країни.
Батько Маркуса Сольбаккена.

## Клубна кар'єра
У дорослому футболі дебютував 1985 року виступами за нижчолігову команду «Груе», у якій провів п'ять сроків.

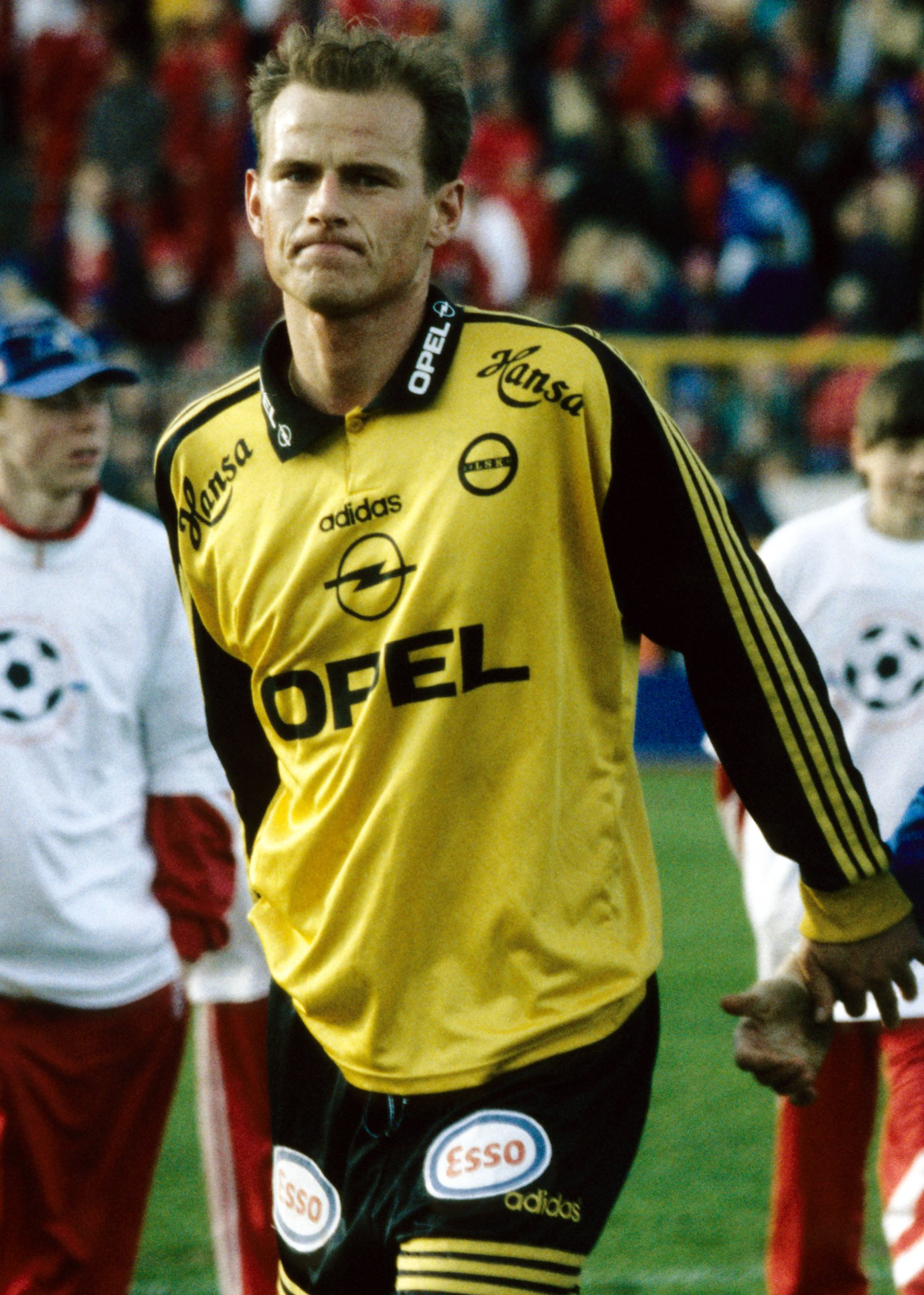
Столе Сольбаккен 1996 року в складі «Ліллестрема»

Своєю грою за цю команду привернув увагу представників тренерського штабу клубу «Гамаркамератене», до складу якого приєднався 1989 року. Відіграв за команду з Гамара наступні п'ять сезонів своєї ігрової кар'єри. У складі «Гамаркамератене» був одним з головних бомбардирів команди, маючи середню результативність на рівні 0,35 голу за гру першості і 1991 допоміг команді вийти до елітного дивізіону. Покинув команду на початку 1994 року. З 1994 по 1997 рік грав у складі «Ліллестрема», разом з якою двічі ставав срібним призером чемпіонату Норвегії. У 1995 року його визнали найкращим півзахисником Норвегії.
У жовтні 1997 року перейшов в англійський «Вімблдон», проте через конфлікт з тренером клубу Джо Кінніром вже в березні 1998 року перейшов до данського «Ольборга», у складі якого провів наступні два роки своєї кар'єри гравця. Більшість часу, проведеного у складі «Ольборга», був основним гравцем команди. Протягом цих років виборов титул чемпіона Данії.
Завершив професійну ігрову кар'єру у клубі «Копенгаген», за кякий виступав протягом 2000–2001 років і в останньому сезоні знову став чемпіонам країни.
13 березня 2001 року під час тренування «Копенгагена» перед матчем з «Манчестер Юнайтед» у 32-річного Сольбаккена стався серцевий напад. Прибулі лікарі діагностували клінічну смерть. У кареті швидкої допомоги по дорозі в лікарню його привели до тями. Медичне обстеження виявило у Столе вроджений порок серця, не виявлений раніше. Йому було встановлено кардіостимулятор, що не дозволило йому продовжити кар'єру гравця.

## Виступи за збірну
9 березня 1994 року дебютував в офіційних матчах у складі національної збірної Норвегії в товариській грі проти збірної Уельсу.
У складі збірної був учасником чемпіонату світу 1998 року у Франції, чемпіонату Європи 2000 року у Бельгії та Нідерландах. На європейській першості Столе провів всього одну зустріч — заключний матч зі збірною Словенії. Гра завершилася нульовою нічиєю, яка не дозволила скандинавам обійти югославів, що розташувалися на другому місці. Ця гра стала останньою для Сольбаккена у футболці національної збірної.
Всього протягом кар'єри у національній команді, яка тривала 7 років, Столе провів у формі головної команди країни 58 матчів, забивши 9 голів.

## Кар'єра тренера
Розпочав тренерську кар'єру невдовзі по завершенні кар'єри гравця, 2002 року, очоливши тренерський штаб клубу «Гамаркамератене». У 2003 році він привів свій клуб до перемоги в Першому дивізіоні, а в наступному сезоні зайняв разом з ним п'яте місце. Після такого успіху Норвезький футбольний союз вручив йому нагороду, як найкращому тренерові країни.
Надалі очолив «Копенгаген», з яким за шість років зміг п'ять разів взяти титул чемпіона країни, а також у 2010 році вперше в історії вивести клуб у плей-оф Ліги чемпіонів.
Улітку 2011 року очолив німецький «Кельн», проте Сольбаккен не зміг повторити попередній успіх і вже 12 квітня 2012 року був звільнений з посади після того, як клуб програв «Майнцу» з рахунком 0-4 і опустився на 16 місце в чемпіонаті.
1 липня 2012 року очолив тренерський штаб команди «Вулвергемптон Вондерерз», яка перед тим вилетіла до Чемпіоншипа.

## Титули і досягнення

### Як гравця
- Чемпіон Данії (4):

«Ольборг»: 1998-99
«Копенгаген»: 2000-01

### Як тренера
- Чемпіон Данії (8):

«Копенгаген»: 2006-07, 2008-09, 2009-10, 2010-11, 2012-13, 2015-16, 2016-17, 2018-19
- Володар Кубка Данії (5):

«Копенгаген»: 2008-09, 2011-12, 2014-15, 2015-16, 2016-17

### Особисті
- Найкращий півзахисник Норвегії: 1995
- Найкращий футбольний тренер Норвегії: 2004